# ألان ويلزي (لاعب كرة قدم)
ألان ويلزي (بالإنجليزية: Alan Welsh)‏ (9 يوليو 1947 بإدنبرة في المملكة المتحدة - ) هو مدرب كرة قدم ولاعب كرة قدم بريطاني في مركز جناح ‏. لعب مع نادي بليموث أرجايل ونادي بورنموث ونادي توركي يونايتد ونادي ميلوول وبونيروغ روز أثلاتيك ‏ ونادي مدينة كيب تاون ‏.

## وصلات خارجية
- ألان ويلزي على موقع قاعدة بيانات كرة القدم.إي يو (الإنجليزية)